# Ásatrú

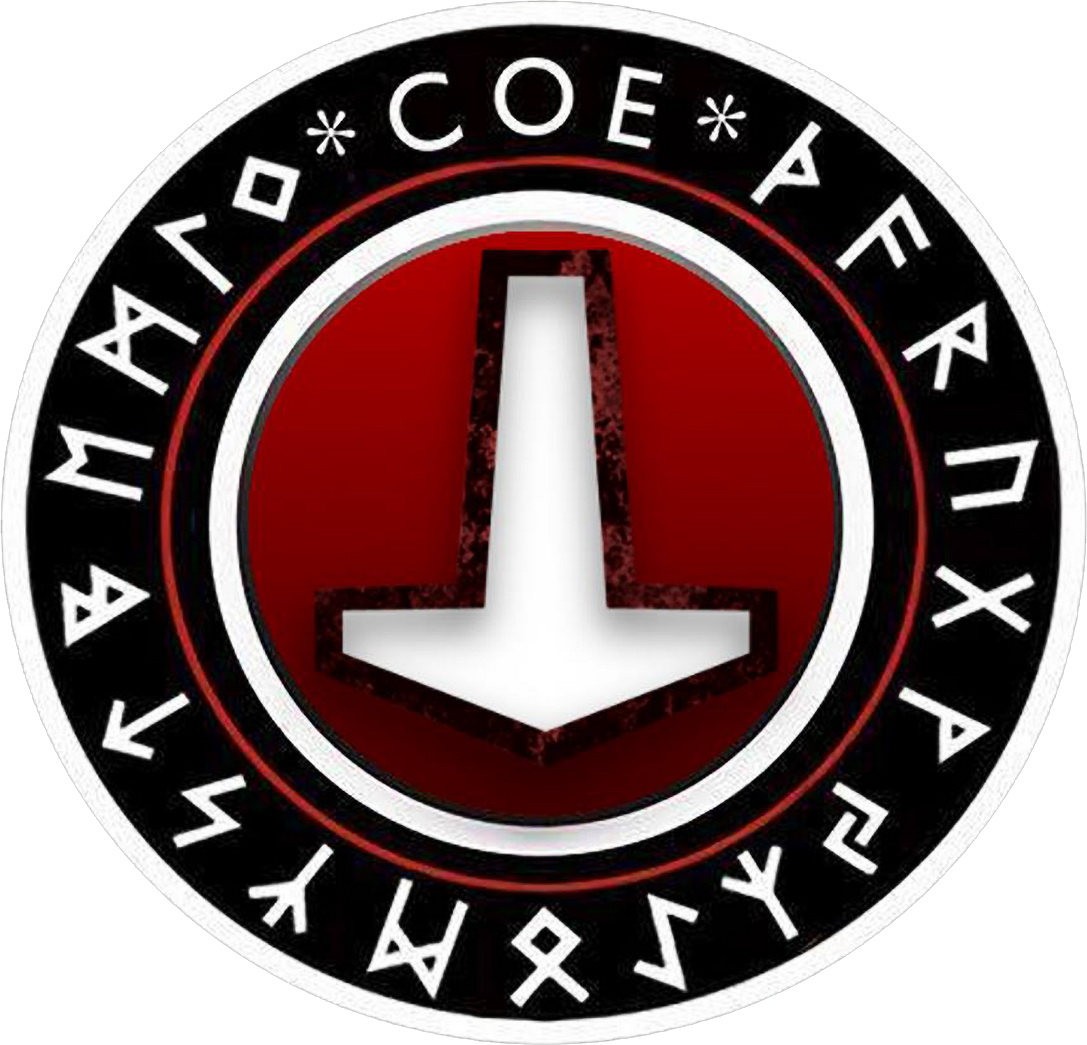
Comunidad Odinista de España-Asatru

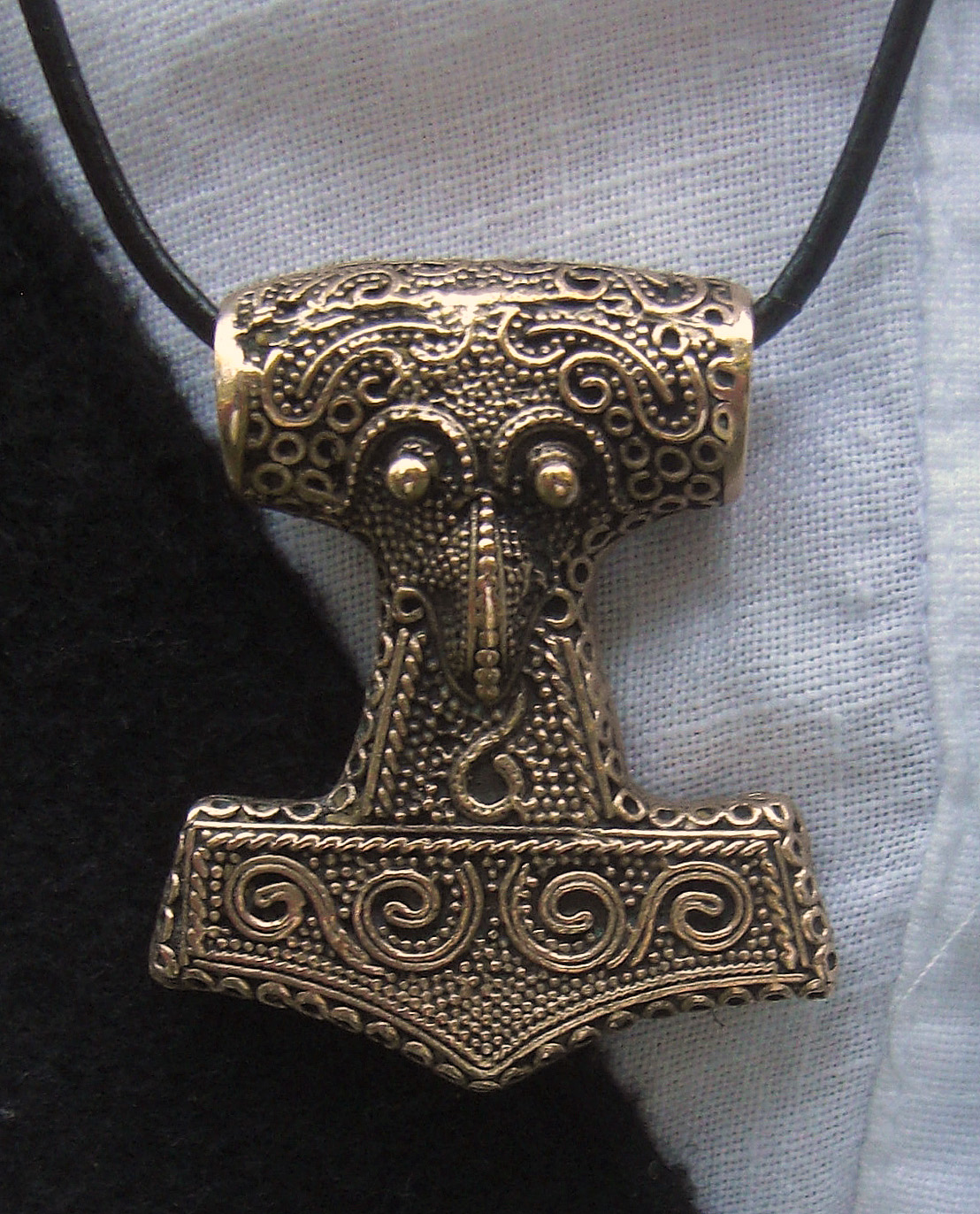
Amuleto Martillo de Thor (hallazgo de Skåne)

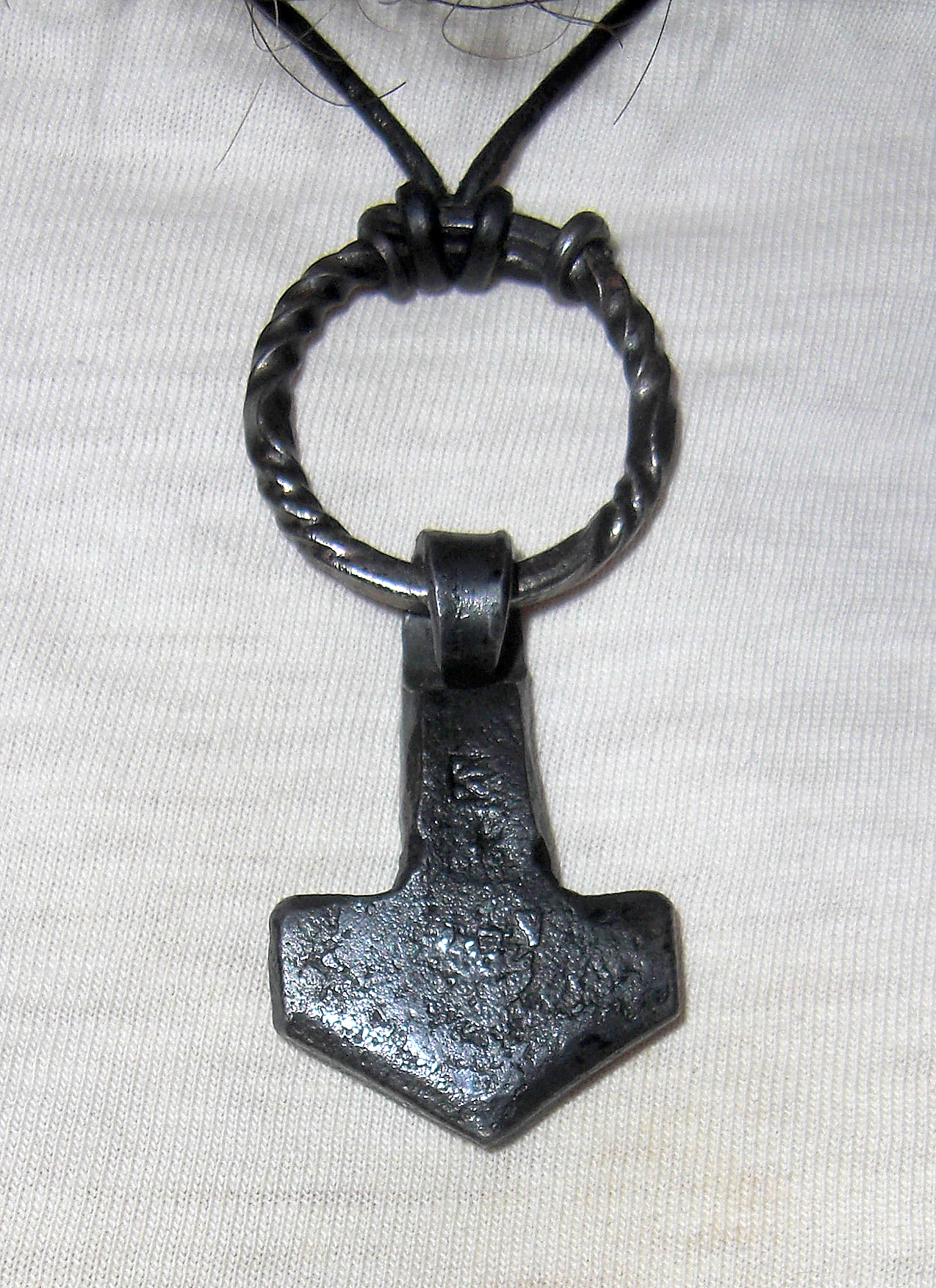
Anillo amuleto con martillo de Thor (estilo Uppland)

Ásatrú (Ása-Trú, literalmente, Fiel o leal a los Æsir) es la recreación y unificación moderna del paganismo germánico del centro y norte de Europa. Está reconocida oficialmente por Islandia, Noruega, Dinamarca, Suecia y España.

## Historia
Esta religión también es conocida como norsk sed (tradición nórdica), forn sed (antigua tradición), vor Sed (nuestra tradición) y odinismo. El teodismo (Teodish o fe anglosajona) y vanatrú (culto a los vanir) son interpretaciones de Ásatrú o próximas a su liturgia y el neopaganismo germano en general.
Los orígenes de esta religión se encuentran en la Edad de Piedra en las zonas escandinavas, bálticas y el norte de Alemania. Sin embargo, en ese periodo no difiere demasiado de las otras manifestaciones del resto de Europa. No es hasta la Edad de Bronce nórdica cuando los pueblos germánicos, entre ellos los escandinavos, empiezan a diferenciarse de otros pueblos colindantes. Si bien el término Ásatrú es un neologismo acuñado en el contexto del romanticismo nacionalista del siglo XIX, utilizado por primera vez por Edvard Grieg en su ópera "Olaf Trygvason" de 1870, la práctica religiosa en sí es una reconstrucción del culto ancestral de los pueblos germánicos. 
Esta religión fue descrita por historiadores romanos como  Tácito, si bien lo hizo desde una interpretación basada en la religión romana. En la época de las migraciones, los pueblos germánicos, paganos, adoptaron en general el cristianismo, ya convertido en religión del Imperio Romano, sin embargo mantuvieron algunas de sus antiguas creencias y, en algunos casos, como los lombardos, los anglosajones que invadieron Britania y los sajones mantuvieron su religión ancestral. Los dos primeros abandonaron la religión ancestral a partir de la conversión al cristianismo de sus reyes, los sajones resistieron el avance de los misioneros francos, lo que llevó a las guerras sajonas, que tuvieron como resultado el sometimiento y la incorporación de Sajonia al Imperio franco y la conversión forzada de sus habitantes al cristianismo.
En el caso de Hispania, es posible que los visigodos, vándalos y suevos hayan practicado este culto, pero no se conservan testimonios y las fuentes los consideran cristianos arrianos. Algunos autores creen en una supervivencia en zonas rurales y alejadas del poder central, si bien puede tratarse también de cultos romanos o incluso célticos. 
Los pueblos escandinavos, al no estar en contacto con el Imperio, la conservaron durante muchos siglos hasta la  expansión del cristianismo por el norte de Europa. Se sabe que los vikingos y varegos practicaban la antigua religión, algunas de cuyas prácticas fueron descritas por Ibn Fadlan, quien estuvo en contacto con los rus, en su obra Kitāb ilà Malik al-Saqāliba (كتاب إلى ملك الصقالبة). La conversión de los soberanos escandinavos a partir de siglo XI,  provocó la desaparición de la antigua religión, en muchos casos por medio de la persecución. En el siglo XIX comenzó el lento proceso de recuperación, o reinterpretación, del legado precristiano, en un principio como parte del movimiento romántico.
La reconstrucción de las creencias Ásatrú es diferente según cual sea la tradición religiosa que se toma como fundamento. En general, por la disponibilidad de fuentes, suele considerarse como tal al paganismo escandinavo, ya que de éste se conservan obras escritas, como el Edda o el Voluspá, que permiten recuperar las creencias y ritos. En otros casos se intenta partir de las creencias de pueblos germánicos como los anglosajones, los lombardos o los visigodos, de los cuales se conservan testimonios muy escasos y recopilados por autores cristianos.

## Creencias

### Conceptos básicos de Ásatrú
Ásatrú se considera universalmente como una religión no dogmática; las prácticas personales de los creyentes varían sustancialmente entre individuos y comunidades, pero hay ciertos conceptos consensuados:
- La creencia de que la vida es buena y debe ser vivida con coraje y alegría.

- Se puede comunicar directamente con los Æssir y Vanir. La relación entre los dioses y los hombres es de hermandad y armonía, y no de sometimiento y esclavitud. Los dioses y diosas son ambivalentes, pero están unidos frente a las fuerzas destructivas.

- Cada individuo es responsable de sus actos; lo que hacemos regresa a nosotros.

- Culto y simpatía por la naturaleza.

- El hombre no necesita de la salvación, sino de libertad para enfrentar su destino con coraje y honor.

- Los hombres están conectados con sus ancestros, y a la vez serán parte de sus descendientes.

### Dioses y blóts

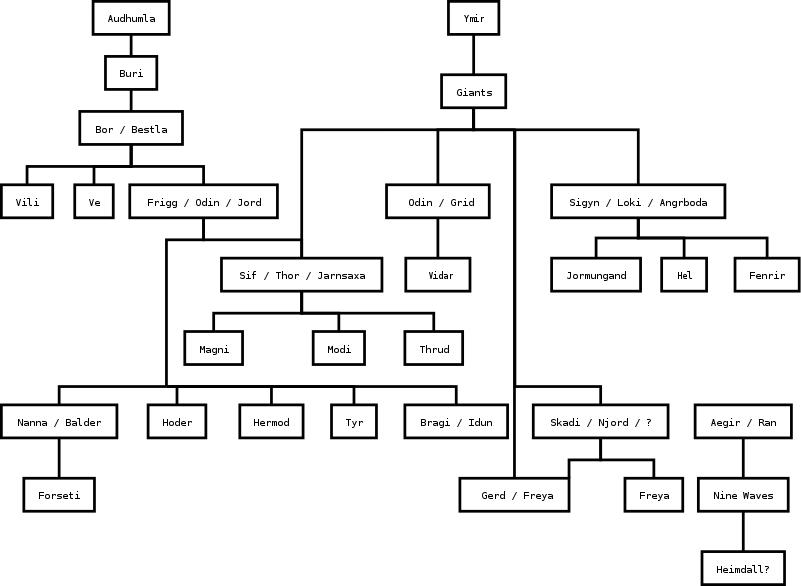
Árbol genealógico de los Æsir.

Esta religión reconoce a muchos dioses y diosas divididos en dos categorías, los Æsir y los Vanir. Thor, el dios del trueno, es el poseedor del Martillo Mjolnir, forjado por los enanos Sindri y Brokkr. Odín, el padre de todos los dioses Æsir, es el dios que le otorgó al hombre su naturaleza divina. Es el dios tuerto, que entregó su ojo al gigante Mimir a cambio de sabiduría y aprendió los misterios de la magia y las runas tras permanecer ahorcado durante nueve días con sus noches. Njord es el padre de los Vanir y dios del mar. Freyr es el dios de la fertilidad, por lo que se le suele representar en plena erección. Freyja es la diosa del amor y la belleza, la guerra y la fertilidad, como su hermano Freyr. Frigg es la diosa esposa de Odín y comparte su liderazgo. Otros dioses y diosas adorados en Asatrú incluyen a Tyr, Balder, Heimdallr, Viðarr,  Ægir, Forsetti, Eir, Iðunn, Nanna, Sunna, Hel, Sif, Bragi, Vali, Skaði y Fenrir, el lobo gigante hijo de Loki, dios de la astucia.
La ceremonia más emblemática de esta religión es el blót. Históricamente el blót era una fiesta comunal celebrada en honor a los dioses y elfos, en la cual se practicaban libaciones y sacrificios en la antigüedad.
Los blóts modernos se celebran en diferentes oportunidades durante el año. Depende de cada individuo o agrupación, la cantidad de blóts al año varía. Suelen realizarse con los ciclos de las estaciones, cuatro veces al año, siendo las ocasiones más importantes los solsticios de invierno y verano. Los blóts modernos incluyen usualmente banquetes y el acto de compartir ritualmente una bebida. Los participantes del ritual tienen la oportunidad de honrar a los dioses y diosas, ancestros y a los compañeros del ritual.

### Concepción del alma, la vida y la muerte
La concepción del alma es extraído de los textos de la Edda. Los Asatrús entienden que los seres humanos fueron creados por Odín, Lodhur y Hoenir. Ellos encontraron dos troncos de árbol, llamados Askr (Roble) y Embla (Olmo), sin apariencia (Lá), sin inspiración (Ódhr), sin movimiento (Læti), sin salud (Litr) ni alma (Önd). Los tres dioses les dieron estos dones, y el hombre nació de Askr y la primera mujer de Embla. Estos son los principios básicos de la vida que los dioses dieron para que pudiéramos existir como seres humanos.
También creen que los dioses dieron destino (Fylgja) y suerte (Hamingja). Fylgja o Kynfylgja significa acompañante. Es un espíritu familiar que protege a la familia de los males. Según la tradición popular, adopta la forma generalmente de un animal o una mujer. Es asimismo quien da destino a cada persona. Hamingja es la fuerza espiritual interior que ayuda a proteger del mal.
Según las tradiciones nórdicas, solo se considera con vida a aquel que ya se le ha dado un nombre, igual que encontramos narrado en la Edda con Odín, Lodhur y Hoenir con los troncos Askr y Embla para forjar la humanidad. Las comunidades asatrús practican un tipo de ceremonia para sus recién nacidos, en la cual se da un nombre y se reconoce como miembro de la familia.

### Naturaleza y espiritualidad
El ásatrú es una religión cuya cosmovisión se estructura de forma holística y cuya fuente de espiritualidad se encuentra en la Naturaleza. Muchos de los nombres de los dioses tienen origen o emanan de los fenómenos naturales. Todas las historias de los dioses están relacionadas con el movimiento, evolución y armonía natural. Por ello, los lugares espirituales más comunes entre los Asatrús se encuentran en bosquecillos santuarios, ríos, lagos y parajes naturales. La Naturaleza es el templo ideal en Ásatrú y en el Odinismo.
Las festividades representan los cambios estacionales y en consecuencia la evolución de la Naturaleza. Todos sus símbolos y ceremonias tienen una representación natural. En un "blót" hay una libación y una consagración. La consagración se hace con un martillo, símbolo que representa al trueno. El cuerno o el cáliz representa las entrañas, el Pozo de Urd y las entrañas de la Madre Tierra (primera esposa de Thor). Ambos representan la concepción de la vida, el acto de creación, el cual es el más sagrado. El hidromiel representa el fluido de la Madre Tierra, las aguas sagradas del Pozo de Urd. También está asociado a la Sangre de Kvasir (un dios Vanir, es decir, de la Naturaleza). El blót es un acto de comunión en que se bebe la sangre de Kvasir o las aguas sagradas de la Madre Tierra. En muchos blóts se practica un fórn, en el cual se come un exvoto como podría ser una manzana o pan que representan a los dones de la Madre Tierra. En estos blóts se bebe la sangre de la Madre y come sus frutos, en comunión con los dioses y los seres humanos. En el blót se reafirma la alianza que hay entre los dioses y los mortales. El blót también representa a la misma creación del mundo por Odín, el cual mató al Jætter Ymir, y de su cuerpo creó la existencia.

### Las nueve nobles virtudes
El Ásatrú Identitario, Folkish, enseña que el objetivo de vivir es tener una vida útil y valiosa. Los ásatrúar valoran la libertad individual, limitada responsablemente.
En la década de los años 70, John Yeowell (Stubba) y John Gibbs-Bailey (Hoskuld) de Odinic Rite basaron las nueve virtudes nobles de Ásatrú de fuentes históricas de la Edda poética, en particular Hávamál, Sigrdrífumál y sagas islandesas.
Algunos autores y entidades disputan la validez histórica de las mismas. 
La versión más común de las nueve nobles virtudes es:
- Coraje
- Verdad
- Honor
- Fidelidad
- Disciplina
- Hospitalidad
- Productividad
- Confianza
- Perseverancia

## Ceremonias y oraciones
Todos los tipos de ceremonias en Ásatrú son hátið. Las ceremonias en Ásatrú consisten básicamente en tres puntos:
- Celebración de un blót o ceremonia religiosa
- Celebración de festividad, generalmente una cena
- Representación de tradiciones y folklore

La práctica moderna de los blóts consiste en la consagración del lugar donde se oficiará la ceremonia, posteriormente se efectúan tres libaciones tradicionales y ofrendas. Los asistentes se colocan en posición circular y se hace pasar un recipiente con la libación. El primer brindis se dedica a los dioses, el segundo a los Elfos y Dísar, y el tercero a los ancestros familiares. El recipiente más común en esta ceremonia es un cuerno de bebida o algún tipo de cáliz. Según la práctica de esta ceremonia, solamente aquel que tiene el recipiente puede dirigirse y hablar a los dioses, y los demás deben esperar su turno.
Pese a que no existen oraciones comunes y estas están sujetas a libre interpretación y albedrío, a finales del siglo XX comenzó a extenderse entre algunos neopaganos la plegaria del pagano, surgida en la película The 13th Warrior:

 He aquí que veo a mi padre, he aquí que veo a mi madre, a mis hermanas y mis hermanos. He aquí que veo el linaje de mi pueblo hasta sus principios. Y he aquí que me llaman, me piden que ocupe mi lugar entre ellos, en los atrios del Valhalla, el lugar donde viven los valientes, para siempre.

### Lugares de ceremonias, santuarios y templos
En la religión Ásatrú, los lugares sagrados son por lo general lugares naturales. La espiritualidad Ásatrú considera estos lugares como los más adecuados para encontrar una comunión entre los dioses y los seres humanos.
Todos los lugares deben consagrarse antes de celebrar cualquier ceremonia. De ser ya lugar sagrado, se debe orar a los Lanvættir o divinidades tutelares del lugar. Los lugares apropiados para celebrar cualquier ceremonia son los siguientes:
- Hörg: un montículo de piedras o lugares megalíticos.
- Stafgardr: su significado es recinto. Se considera Gardr a aquellos espacios cercados por bastones de madera de avellano.
- Hof: un edificio, habitación o cualquier espacio construido. En la antigüedad se refería a una granja comunitaria.
- Vé: se considera a bosques sagrados, ríos, lagos y santuarios naturales.

## Ásatrú en el mundo
Actualmente, Ásatrú tiene seguidores en casi todos los países de Europa, los Estados Unidos y el resto de las Américas, siendo Costa Rica, México, Argentina, Colombia, Uruguay y Chile los países hispano-americanos con más ásatrúar aunque también hay comunidades en Brasil, Venezuela y Perú.[cita requerida] Hispanoamérica es la tercera región con mayor cantidad de asatruar tras Estados Unidos y Europa.[cita requerida] El país con mayor cantidad de ásatrúar porcentualmente es Islandia, con 2.173 [¿cuándo?] registrados por el Instituto Nacional de Estadística de Islandia.[cita requerida] Siendo un país tan poco poblado, con aproximadamente 300.000 habitantes, este porcentaje resulta bastante elevado. También hay creyentes en Australia, Nueva Zelanda, Israel, Turquía, Azerbaiyán e India.
En algunos países ha habido políticos públicamente ásatrúar/odinistas confesos que han resultado electos para cargos públicos, como es el caso del republicano Dan Halloran
elegido para el Concejo Municipal de la Ciudad de Nueva York en Estados Unidos, y Sigurjón Þórðarson, electo como miembro del Parlamento de Islandia y posteriormente en el Consejo Municipal de la ciudad de Skagafjörður.

### Reconocimiento oficial
Ásatrú es una religión reconocida oficialmente por Islandia (desde 1973), Noruega (desde 1994), Dinamarca (desde 2003), Suecia (desde 2007) y España (también desde 2007, la primera confesión Ásatrú reconocida como religión minoritaria por un Estado soberano fuera de Escandinavia y la cuarta en el mundo). El gobierno de los Estados Unidos no apoya ni reconoce oficialmente a ningún grupo religioso, pero numerosos grupos ásatrúar han conseguido la categoría de organizaciones religiosas sin ánimo de lucro desde mediados de 1970.

## Tendencias ásatrú y diferencias internas
Las principales, si bien no necesariamente las únicas, tendencias dentro del Ásatrú son tradicionalistas, identitarios (folkish), universalistas y tribalistas:
- Tradicionalistas (Forn Sed/Forn Siðr): También llamados reconstruccionistas, es decir, que las creencias, ceremonias y tradiciones se reconstruyen a partir de fuentes históricas. Este tipo de recreación implica, en menor o mayor medida, un estudio de las fuentes y la reinterpretación de las mismas. Aun así, reconocen que el grado de conocimiento es limitado, con una fuerte carga de libre interpretación. Las fuentes son consideradas como una vía de inspiración, y no como un límite. Los tradicionalistas (Forn Sed) entienden que Ásatrú es algo más que religión y por ello, se recogen como parte de la práctica tradiciones y costumbres populares (artesanía, música tradicional, herrería, reconstruccionismo histórico, etc.). Como los universalistas, aceptan a cualquier persona independientemente de su origen étnico, orientación sexual e ideología política. El argumento es que la religión es un fenómeno cultural y tradicional a la que se adscribe quien participa del mismo. Los tradicionalistas tienen una visión abierta y muy liberal de Ásatrú. Los grupos referenciados son Ásatrúarfélagið, Foreningen Forn Sed, Danmark Forn Sidr o Natverket Forn Sed.

- Identitarios: También llamados Folkish, ponen énfasis en la ancestralidad. Consideran que el Asatru es una religión nativa de los Pueblos Germánicos y fuertemente atado a su pueblo, y con ello una fe sujeta a la identidad. Consideran que sólo los descendientes de pueblos germánicos pueden ser seguidores de esta fe. No buscan el sometimiento y el dominio de otros pueblos o razas, ni la discriminación, sino fomentar la identificación étnica y cultural. Algunos ásatrúar consideran que el Ásatrú y otras religiones paganas germánicas como el teodismo son exclusivamente para personas de ascendencia europea germana como alemanes, escandinavos, anglosajones y visigodos (lo que incluye a españoles, italianos o franceses y su descendencia por tener origen germánico a causa de las invasiones godas al final del Imperio Romano) y por ende no una religión abierta a todo mundo, sino una religión étnica; esto, sin embargo, sin incurrir nunca en el odio racial, la xenofobia o la discriminación, sino basándose en el criterio de que la conexión con los dioses se da por medio de la herencia de la sangre. Este tipo de Ásatrú parte del supuesto de que dicha religión es similar al Shinto japonés, a la religión tradicional china, a las religiones tradicionales africanas e indígenas o incluso al judaísmo, es decir, es una religión de pacto entre los dioses con un pueblo específico, y se requiere pertenecer a ese pueblo para mantener ese pacto. Para estos asatruar se puede ser amigo o pareja de personas de otras razas, pero no se les admite dentro del Ásatrú, sino que se les invita a ponerse en contacto con las religiones tradicionales de su pueblo. Una de las ramas más reconocidas internacionalmente de este tipo de Ásatrú es la Ásatrú Folk Assambly de Stephen McNallen y su visión de la «metagenética», concepto base de la conexión entre sangre y espiritualidad.[15][16]

- Universalistas: consideran que el Ásatrú es una religión universal abierta a todas las personas de cualquiera raza u origen étnico. También se encuentra en contra de la discriminación dentro de sus filas de personas por cualquier raza, etnia, nacionalidad u orientación sexual. Uno de sus mayores representantes internacionalmente es The Troth.[17] Algunas corrientes universalistas suelen tener una base Nueva Era (New Age) de sus fundamentos en la interpretación de Ásatrú. Las formas religiosas tienen un gran componente esotérico de carácter universalista, en el cual es posible la mezcla con tradiciones como la Cábala, la alquimia y otras tradiciones esotéricas.

- Tribalistas: han sido descritos como el punto intermedio entre universalistas y folkish,[18] estos consideran que la religión Ásatrú es abierta a todas las personas de cualquier raza, siempre y cuando la cultura, los valores y las características de la sociedad vikinga y la religión Ásatrú se mantengan en forma absolutamente purista y sin mezclarla con otras culturas o trasfondos étnicos. En este sentido aunque se hace énfasis en la herencia de sangre (aquel que es descendiente germánico puede ser admitidos ipso facto) los no-blancos y personas de otras etnias pueden ser adoptadas si hacen un juramento de lealtad y aceptan completamente los ritos, valores, cultura y religión Ásatrú, estos pasan a ser por ende "adoptados" por la fe ásatrúar, aceptado dentro de la "tribu" sin ser necesariamente nórdicos de origen.[19]

Cabe destacar que los grupos ásatrúar rechazan todo tipo de discriminación hacia otras religiones o razas de gente, salvo sectores que utilizan al Ásatru con fines culturales, raciales y/o políticos y no religiosos, bajo el paraguas del wotanismo y un perfil supremacista blanco, aunque cabe señalar que la visión de las cosas siempre dependerá de la agrupación ásatru a la que se consulte, pues no todos comparten la misma visión u opinión de temas socioculturales.